# Gustaf Fredrik Peterson
Gustaf Fredrik Peterson, född 17 november 1848 i Stockholm, död 23 oktober 1926 i Lidingö, var en svensk pianist och pianopedagog.
Gustaf Fredrik Peterson var son till vaktmästaren Gustav Pettersson. Han studerade 1860–1873 bland annat för Adolf Fredrik Lindblad, Edmund Neupert och Johan van Boom och fick en gedigen musikutbildning. Tillsammans med Edmund Neupert, Konrad Behrend Behrens och Andreas Gehrman konserterade han 1873–1876 i Skandinavien och verkade sedan i Stockholm som pedagog. 1887–1888 höll han i Stockholm föreläsningar om musikens rytmik och introducerade då de av Mathis Lussy och Hugo Riemann skapade teorierna i Sverige. 1889 grundade Peterson i Stockholm Allmänna musikaliska förskolan, där han ivrigt verkade för en reformering av pianoundervisningen. Han var mycket anlitad som musiklärare.